# Walter Kant
Karl Gustaf Walter Kant, född 20 februari 1872 i Södertälje församling i Stockholms län, död 15 mars 1955 i Uppsala, Uppsala län
, var en svensk borgmästare och riksdagspolitiker (Frisinnade försvarsvänner).
Kant, som var son till stadsfiskal G.V. Kant och Hilda Kristiansson, blev juris kandidat vid Uppsala universitet 1896. Han var landskanslist i Uppsala län 1901, auditör i Upplands regemente 1902–1905, länsnotarie 1902–1010, civilrådman 1910–1929 och borgmästare 1929–1939. Han var ordförande i poliskollegiet för Uppsala län 1930–1937, ledamot av Uppsala läns landsting 1929–1934 samt sekreterare och kamrer hos landstinget 1902–1911. Han var styrelseledamot i Uppsala–Gävle Järnvägs AB 1906–1914 samt ledamot av andra kammaren 1914b–1917 och 1919–1921 (ordförande i andra tillfälliga utskottet, särskilt utskott, suppleant i andra lag- och bevillningsutskottet, högern). Han var ordförande i livsmedelslagstiftningskommittén 1916–1923, i svenska delegationen av skandinaviska livsmedelslagstiftningskommittén 1918–1923, i styrelsen för Uppsala enskilda läroverk och privatgymnasium samt Fackskolan för huslig ekonomi 1916–1932, i Upplands sångarförbund 1916–1932, i direktionen för pauvres honteux sedan 1921, i direktionen för Gillbergska barnhusinrättningen sedan 1929, i stiftelsen Andreas Ands minne 1934–1943, i länsprövningsnämnden i Uppsala län sedan 1932, i föreningen Sveriges stadsdomare 1935–1938 samt ledamot av direktionen för Uppsala hospital sedan 1923 och dess vice ordförande 1935–1938. Han var ledamot av styrelsen för stiftelsen Samariterhemmet 1929–1940 och av styrelsen för Uppsala sparbank sedan 1929. Han var hedersledamot av Uplands nation och Upplands sångarförbund.